# Ludmiła Borozna
Ludmiła Wasiljewna Borozna, obecnie Żygilij (ros. Людмила Васильевна Борозна (Жигилий), ur. 2 stycznia 1954 w Leningradzie) – rosyjska siatkarka, reprezentantka Związku Radzieckiego, złota medalistka letnich igrzysk olimpijskich, medalistka mistrzostw świata, mistrzostw Europy i pucharu świata.

## Życiorys
Borozna grała w reprezentacji Związku Radzieckiego w latach 1972-1978. Wystąpiła na igrzyskach olimpijskich 1972 w Monachium. Zagrała wówczas we wszystkich trzech meczach fazy grupowej oraz meczu półfinałowym. Reprezentantki ZSRR zdobyły złoty medal po zwycięskim pojedynku finałowym z Japonią. W 1973 tryumfowała podczas pucharu świata w Urugwaju. Zdobyła medale mistrzostw świata – srebrny w 1974 podczas turnieju w Meksyku oraz brązowy w 1978 w ZSRR. Razem z reprezentacją zajęła 1. miejsce na mistrzostwach Europy 1977 w Finlandii.
Była zawodniczką klubów Spartak Leningrad (do 1976) i  Dinamo Moskwa (1977-1983). Z moskiewskim zespołem w mistrzostwach Związku Radzieckiego zajmowała 1. miejsce w 1977 i 1983, 2. miejsce w 1981 oraz 3. miejsce w 1978 i 1979. Tryumfowała w pucharze ZSRR w 1976 oraz w Pucharze Europy Mistrzyń Krajowych w 1977.
Po zakończeniu kariery sportowej w 1983 pracowała jako nauczycielka wychowania fizycznego. Mieszka w Moskwie.
Za osiągnięcia sportowe została w 2003 wyróżniona tytułem Zasłużony Mistrz Sportu Rosji.